# Blonde Locken – scharfe Krallen
Blonde Locken – scharfe Krallen (Originaltitel: Girls Town) ist ein US-amerikanischer Spielfilm aus dem Jahr 1959 nach einer Geschichte von Robert Hardy Andrews mit Mamie Van Doren und Mel Tormé in den Hauptrollen. Seine Premiere feierte der Film in den USA am 5. Oktober 1959, in den westdeutschen Kinos wurde der Film ab dem 22. Januar 1960 vorgeführt.

## Handlung
Fred Alger, Mitglied der Halbstarken-Gang Jaguars knutscht mit seiner Freundin in seinem Auto vor dem Vereinsheim. Zufällig wird das Paar Zeuge wie der angetrunkene Chip Gardner, ebenfalls Mitglied der Gang, bei dem Versuch ein Mädchen zu vergewaltigen die Klippe herabgestürzt und stirbt. Fred wusste, dass sich Chip mit Sylvia Morgan treffen wollte, mit einem am Tatort gefundenen Lippenstift will er ihre Schuld beweisen. Durch Sylvias Schwester Mary Lee erfährt Fred, dass sich Sylvia bei den Drachen, einer rivalisierenden Bande aufhält. Mit einigen anderen Bandenmitgliedern stellt Fred Sylvia, zur Rede. Diese erkennt zwar ihren Lippenstift, bestreitet aber, sich mit Chip getroffen zu haben. Es kommt zur Prügelei der rivalisierenden Gangs.
Da die Polizei für eine Anklage der minderjährigen Blondine zu wenig Beweise hat, stimmt Chips Vater schließlich zu, die bereits vorbestrafte Waise Sylvia in ein katholisches Erziehungsheim einzuweisen. Zusätzlich beauftragt Gardner den Privatdetektiv Dick Culdane mit weiteren Untersuchungen. Im Wohnheim freundet sich Sylvia mit ihrer Zimmergenossin Serafine, die unglücklich in den Sänger Jimmy verliebt ist an. Von den anderen Heimbewohnerinnen wird Sylvia abgelehnt, die Situation verschärft sich zusehends als sich Culdane, als Backwarenlieferant getarnt mit Sylvia flirtet und in einen Nachtclub ausführt. Dessen dreisten Annäherungsversuchen steht das junge Mädchen aber ablehnend gegenüber. Als Jimmy eines Nachmittags im Heim auftritt, beachtet er Serafine nicht und tanzt mit anderen Mädchen. Die enttäuschte Serafine nimmt darauf eine Überdosis Schlaftabletten ein. Nur durch Sylvias Aufmerksamkeit kann sie gerettet werden.
In der Zwischenzeit hat sich Culdane an Mary Lee rangemacht. Auch ihr sind die körperlichen Annäherungsversuche des Detektivs unangenehm. Zufällig entdeckt Mary Fred an einem Schnellimbiss und flüchtet mit ihm. Fred nimmt sie zu einem „Hasenfußrennen“ im ausgetrockneten Los Angeles River mit. Bei dem Rennen, wo sich zwei Fahrer mit ihren Hot Rods freihändig ein Drag Race liefern kommt es zu einem schweren Unfall. Mary kann vor der eintreffenden Polizei nicht entkommen und wird festgenommen. Fred bezahlt die Kaution für Mary und fordert als Ausgleich Zärtlichkeiten von dem jungen Mädchen ein. Zusätzlichen Druck übt er aus, indem er angibt, sie an ihrem Kopftuch als Date von Chip in der Todesnacht identifiziert zu haben. Dem Mädchen gelingt jedoch die Flucht vor Fred aus dem Vereinsheim. Im Erziehungsheim gesteht sie ihrer Schwester die Wahrheit, tatsächlich hatte sie sich nach Sylvias Absage mit Chip getroffen und war vor den Handgreiflichkeiten des jungen Mannes geflüchtet. Beim Verlassen des Heims wird Mary von Fred entführt.
Zusammen mit zwei weiteren Mädchen startet Sylvia einen Befreiungsversuch. Im Clubheim stellt die Gruppe Fred, der Mary dort mit einem weiteren Bandenmitglied festhält. Fred wiederholt seine Drohung gegen die Mädchen auszusagen Chip geschubst zu haben. Sylvia täuscht vor auf die Erpressung einzugehen, greift den Halbstarken dann allerdings an. Ihnen zu Hilfe kommt Jimmy mit der Oberin Mutter Veronika und einer weiteren Schwester. Jimmy droht Fred nun mit einer Anklage wegen Entführung, wenn er mit seiner Aussage die Mädchen nicht entlastet. Vor den Ohren der Nonnen bestätigt Fred gesehen zu haben, dass Chips Sturz ein Unfall war. Sylvia verlässt das Heim, während Serafine für sich den Weg als Novizin wählt.

## Rezeption
Das Lexikon des internationalen Films beschrieb das Werk als ein „für europäisches Verständnis wenig glaubhaftes Rührstück“.

## Soundtrack
Neben Paul Anka, der die Titel Lonely Boy, It's Time To Cry, Ave Maria sowie im Duett mit Mamie Van Doren das Titellied Girls Town singt, tritt Cathy Crosby mit I Love You und The Platters mit Wish It Were Me auf. Der von Van Doren nackt unter der Dusche gesungene Titel Hey, Mama fiel aufgrund der Freizügigkeit der damaligen Zensur zum Opfer und wurde aus dem Film entfernt.

## Deutsche Synchronisation
Folgende Charaktere bekamen in der deutschen Synchronisation einen neuen Namen:
| original        | deutsch                |
| --------------- | ---------------------- |
| Silver Morgan   | Sylvia Morgan          |
| Mutter Veronica | Mutter Oberin Veronika |
| Vida            | Vera                   |
| Joe Cates       | Joe Gates              |